# Bridgeport Vasco da Gama
Bridgeport Vasco da Gama é um time de futebol da cidade de Bridgeport, Connecticut. O clube foi fundado na década de 1940 e atualmente disputa a Connecticut Soccer League.
O clube teve participação notável chegando na final National Challenge Cup duas vezes, em 1978 e em 1992, perdendo na final para o Maccabi Los Angeles e San Jose Oaks, respectivamente. Jogando ambas as decisões no Giants Stadium

## Técnicos
- Efrain Chacurian (1974-1980)
- Leszek  Wrona (1993-1994)

## Ligações Externas
- Bridgeport Vasco da Gama